# Lipinia longiceps
Lipinia longiceps är en ödleart som beskrevs av  George Albert Boulenger 1895. Lipinia longiceps ingår i släktet Lipinia och familjen skinkar. Inga underarter finns listade i Catalogue of Life.